# セゴレーヌ・ロワイヤル
マリー・セゴレーヌ・ロワイヤル（Marie  Ségolène Royal、1953年9月22日 - ）は、フランスの政治家。社会党所属。植民地勤務の軍人の娘として、フランス領西アフリカの首都ダカール（現在のセネガルの首都）に生まれる（ちなみに実兄は対外治安総局の将校）。2007年のシラク大統領の任期満了に伴うフランス大統領選挙（2007年4月22日、投開票）に立候補。史上初の女性大統領を目指したが、ニコラ・サルコジに敗れた。さらに2008年11月22日、フランス社会党党首選挙にも敗れる。また、社会党を脱党した他の候補者のため、2012年国民議会総選挙にも敗れた。
2014年4月2日、マニュエル・ヴァルス内閣のエコロジー・持続可能開発・エネルギー大臣として入閣した。大臣として入閣後、ロワイヤルはポワトゥー＝シャラント地域圏議会議長の職を辞した。

## 経歴
8人兄弟姉妹のなか、1960年以降マルティニークで育ち、1963年にフランス本土に戻る。その後はヴォージュ県エピナル近郊で過ごす。エピナルの私立リセ・サン＝ジョゼフ (lycée privé Saint-Joseph d'Épinal) 在学中にバカロレアに合格した後、大学進学までの期間、ダブリンでのオペアに参加する。ナンシーのナンシー第2大学に進学し、経済学専攻で2番の成績を修め、その後、シアンスポ（パリ政治学院）を経てエナ（ENA、フランス国立行政学院）に進学。エナ卒業後、行政裁判所判事となる。また、このエナ時代の頃にフランソワ・オランドと出会う。
1978年、社会党に入党する。1982年、フランソワ・ミッテラン大統領の下で大統領補佐官を務めていたジャック・アタリに認められる。1983年から1986年までトルヴィル＝シュル＝メール市議会議員を務める。フランソワ・オランドと共に大統領府書記官に任命され、1988年までエリゼ宮で働く。
1988年6月12日、国民議会（下院）議員選挙で伝統的に右派の地盤だったドゥー＝セーヴル県でロワイヤルは当選を果たし、国民議会議員を務めた。ピエール・ベレゴボワ、リオネル・ジョスパン両内閣で入閣する。環境相や国民教育相、子ども家族担当大臣、家庭担当大臣を歴任した。2007年5月には6月の国民議会議員選挙には出馬しないと宣言し、任期の2007年6月17日でもって国民議会議員を引退した。
2004年3月28日、ポワトゥー＝シャラント地域圏知事選挙に立候補し、55%の支持を獲得し、当選した。この選挙は、同地域圏を地盤としていたジャン＝ピエール・ラファラン首相に著しい打撃を与えたとされる。

フランソワ・オランドとセゴレーヌ・ロワイヤル。2007年国民議会選挙での社会党大会にて

正式の結婚をしていないが、セゴレーヌ・ロワイヤルの事実上の夫は、同じく社会党第一書記のフランソワ・オランドとされる。1999年制定の市民連帯協定（PACS）の下、2人の間には4人の子供がいる。2007年6月、オランドとの関係の解消を発表した。
2008年11月に社会党第一書記選に出馬したが、接戦の末、マルティーヌ・オブリーに敗れた。

## 主張
国民の意見を集会やインターネットで集め、政策に反映させる「参加型民主主義」を主張している。また、同性カップルの結婚合法化を公約し、高福祉に象徴される「北欧型」社会を目標とし、最低賃金の増額を大統領選の公約にするなど、ソシアルな面が見られる。主な支持者は女性や学生、低所得世帯である。しかし、その一方で「正しい秩序」形成を掲げ、非行少年少女への軍隊式教育をはじめ、国旗掲揚や国歌斉唱を称揚するなど国家主義・権威主義的な主張も唱えており、こうした主張の多くは、軍人で厳格な教育者だった父の影響を強く受けているといわれている。
1999年、高校生が性交により堕胎するケース（年6000件）が目立っていたフランスにおいて、緊急避妊薬が薬局で処方箋がなくても買えるようになった。これを受けて当時教育相だったロワイヤルは、女性の保護、女性の自己決定権を重んじる立場（すなわち、高校生であっても、女性が望んでセックスするのであれば、それは問題ないとする立場）から高校での避妊薬の無料配布に踏み切った。
この措置はフランス女性らからは強い支持を受けたが、保守派を中心とした性交渉規制派からは高校生のセックスを奨励するものであるとの批判を浴びた。

## 2007年フランス大統領選挙
2005年9月22日『パリ・マッチ』誌のインタビューの中でロワイヤルは、2007年大統領選挙に立候補することを表明した。初期雇用契約（CPE）をめぐり、フランス全土において反対派の学生、労働組合により大規模な暴動が発生した際には、強硬発言を繰り返すニコラ・サルコジ内相に対する攻撃の先鞭をつけた。
2006年4月7日、ロワイヤルはインターネットによる大統領選挙キャンペーンに着手するとともに、10項目から成る政治綱領（マニフェスト）を発表した。ドミニク・ガルゾー・ド＝ビルパン内閣がCPEをめぐって2度にわたり全土にデモを引き起こしたことを契機に、左派系の有力候補に台頭した。2006年9月29日に大統領選挙に社会党から出馬すると正式に宣言して同党予備選挙に立候補し、ローラン・ファビウス元首相とドミニク・ストロス＝カーン元財務相を相手に戦った。11月16日の社会党の党員投票（投票率82.03%、投票総数約17万8000票）ではロワイヤル候補は60.65%の票を獲得し、カーン候補が獲得した20.69%、ファビウス候補が獲得した18.66%を大きく引き離し圧勝し、社会党の大統領候補に決定した。
大統領選挙における4月22日の1次選挙では得票率25%で、ニコラ・サルコジについで2位となり、決選投票（5月6日）に駒を進めたが、決選投票で46.94%の票を獲得するにとどまり、落選した。大統領選挙で常に右派候補が左派候補を引き離してきた保守が圧倒的に強いパリ市では、ロワイヤルはサルコジに3838票差まで詰め寄る49.81%の票を獲得して善戦した。

## 2012年フランス大統領選挙

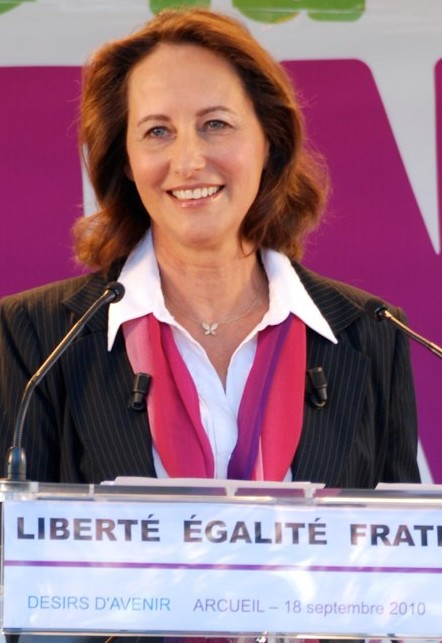
2010年9月18日土曜日、アルクイユでの友愛記念祭にて

2011年10月9日投票が行われた、2012年大統領選挙の候補者選出のための社会党内の1次選挙で、ロワイヤルは、フランソワ・オランド（39%）、マルティーヌ・オブリー（30%）、アルノー・モントブール（17%）に次ぐ、社会党候補者6人中4番目の7%の得票にとどまり、10月16日に投票が行われた社会党内の決選投票へ駒をすすめることができず、予備選挙段階で脱落した。
本選挙では元夫であるオランド候補を積極的に支援した。国民からはなおも高い人気を誇っており、地味で派手さのない元夫を支える姿がメディアでも取り上げられた。結果、オランドは17年ぶりに社会党の大統領として当選した。

## 外国に対する発言など
- カナダ・ケベック州の独立主権に好意的ともとられる発言をし、カナダ政府の一部から反発を受けたことがある。
  - フランスの物真似タレントジェラール・ダアンが「ケベック州首相」に成りすまして（ただケベック訛りのフランス語を話しただけ）、彼女に電話をかけ「カナダにとってのケベック独立は、フランスにとっての「コルシカ独立」のようなもの」というと、「ここだけの話だけど、フランス人はコルシカ独立を容認すると思う」と発言した。これら発言は録音され、ダアンのラジオ番組で暴露された[6]。
- 日本は男女格差社会であるとする批判を行ったことがある。
- 日本の漫画やアニメの性表現や暴力表現を1989年に出版された著書「Le ras-le-bol des bébés zappeurs」で批判していることが知られている[7][8]。著書では日本のアニメを「最低で凡庸で醜悪きわまりない」と批判している。ちなみにこの発言に対しては、当時の麻生太郎外務大臣が2007年4月20日の記者会見で「（発言の時期から）時代も変わっているし最近のコミックも幅広くなっているので、（ロワイヤル氏は）もう少し読む量を増やされたほうがいい」と批判した。
- 2006年12月22日、福島瑞穂社会民主党党首と会談した際に「日本の女性は大変でしょう」と発言し、「日本の女性が置かれている立場は難しいと思うが、どうか」「マンガの女性表現の問題をどう思うか？」などと福島に質問した。
- イスラエルでイランの核開発問題に関し「平和利用の核にも反対」と表明した（核拡散防止条約（NPT）にはイランも署名していて、民生用の核は認められている）。
- 中国に対しては、ダルフール紛争をめぐる中国の介入に抗議し、北京五輪ボイコットを呼びかけた。

## 支持者の呼称
ロワイヤルの支持者はロワイヤリストと呼ばれる。これは、本来は王党派を意味する言葉である。21世紀初頭のフランスにおいて、従来とは異なる政治的文脈に使用されうることに注意を要する。